# Troccoli
Les troccoli ([ˈtrɔːkk oli]) sont des pâtes épaisses ressemblant à des spaghettis avec une section transversale carrée ou ovale. Elles sont typiques de la cuisine des Pouilles et de Lucanie. Les troccoli sont souvent comparées aux spaghetti alla chitarra en raison de leur forme, bien que la façon de faire les premières ne nécessite pas la chitarra qui est un outil distinctif dans la préparation des spaghetti alla chitarra.
Elles sont traditionnellement produites à l'aide du troccolaturo ou troccolo, un rouleau à pâtisserie rainuré qui coupe la pâte en bandes régulières d'environ 3 à 5 mm d'épaisseur,. En fonction de la pression exercée sur la pâte, la section transversale de chaque bande sera soit carrée soit légèrement ovale selon la forme des rainures elles-mêmes (elles peuvent être plates ou pointues).
Les troccoli sont essentiellement composées de farine de blé dur et d'eau, avec l'ajout éventuel de quelques œufs, c'est pourquoi elles sont parfois associées aux tagliolini et aux pâtes aux œufs dans leur ensemble.

## Letroccolaturo
Le troccolaturo ou troccolo est un ancien ustensile de cuisine en usage depuis plusieurs siècles en Italie. Dans son Opera dell'arte del cucinare, publié en 1570, Bartolomeo Scappi mentionne cet outil sous le nom de ferro da maccheroni (« fer à macaroni ») et montre une gravure qui donne clairement une idée de ce à quoi les ustensiles de cuisine ressemblaient dans l'Antiquité. Il s'agissait essentiellement d'un rouleau à pâtisserie cannelé en métal, bien que le métal ait progressivement été remplacé par des bois durs. Aujourd'hui, cet outil se décline dans les deux matériaux, notamment en bois de hêtre ou en bronze,.
Quant à l'étymologie des noms tels que troccolo ou troccolaturo, ils proviennent du latin torculum (torculum en italien standard ou, autrefois, torcolo),, qui vient finalement du verbe torquere (« à presser ») et fait référence à la presse dans le contexte de la transformation des aliments. Dans ce cas, la presse est manuelle plutôt que mécanique et est essentiellement un ustensile rudimentaire pour traiter les aliments, particulièrement adapté aux pâtes faites maison. Les troccoli elles-mêmes sont probablement nommées d'après cet ustensile de cuisine, bien qu'il puisse aussi bien y avoir une origine distincte et se référer au latin torculum comme le produit de cette méthode de transformation des aliments, à savoir un copeau de pâte ou truciolo di pasta en italien. Troccolo (singulier pour troccoli) serait une variation dialectale de truciolo car ces mots sont en fait apparentés (c'est-à-dire qu'ils proviennent tous deux de torculum).